# Пономарево (Нижньогородська область)
Пономарево (рос. Пономарево) — присілок в Городецькому районі Нижньогородської області Російської Федерації.
Населення становить 103 особи. Входить до складу муніципального утворення Кумохинська сільрада.

## Історія
Від 2009 року входить до складу муніципального утворення Кумохинська сільрада.

## Населення
| 2002 | 2010 |
| ---- | ---- |
| 83   | ↗103 |